# Crozets
I crozets sono un tipo di pasta di piccolo formato tipico della Savoia.

## Etimologia e storia
Il termine crozet proviene dal francoprovenzale croé (lett. "piccolo").
Il primo documento che menziona i crozets è un libro di origine italiana che circolava in Francia nel XIV secolo. Il suo autore anonimo li definisce croseti e sostiene che vanno preparati con la pasta delle lasagne «perché devono essere di forma rotonda e allungata della dimensione di un pollice; e sono scavati con il dito».

## Descrizione

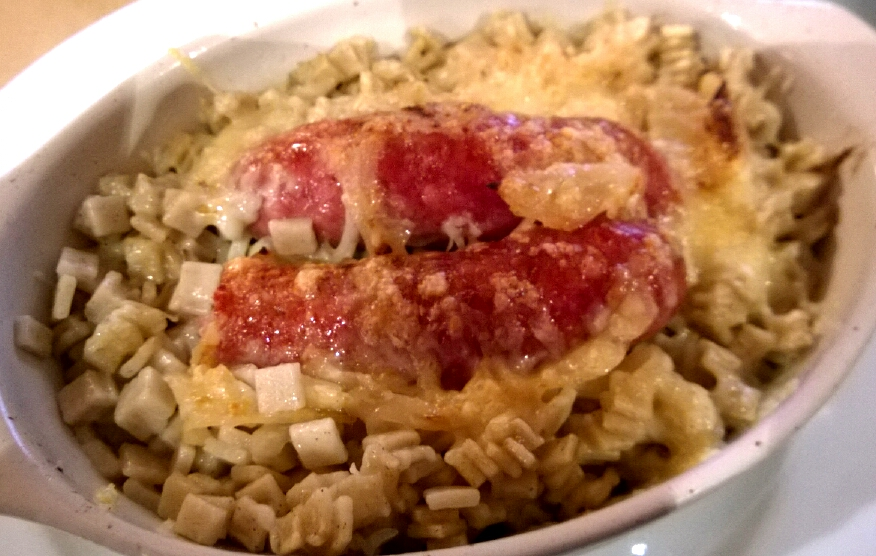
Crozets con i diot

I crozets sono un tipo di pasta di piccolo formato di forma quadrata (5mm per lato; circa 2mm di spessore) a base di farina di grano tenero o grano saraceno e uova.
Vengono consumati con il diot (un insaccato con verdure e maiale della Savoia) o usati per preparare la croziflette (una variante della tartiflette).

## Varianti
Nelle aree montuose della provincia di Cuneo, in Piemonte, sono tipici i croset, anche detti crouzet e crousét. Simili alle orecchiette, si tratta di gnocchetti circolari e dai bordi arricciati con un impasto a base di farina e poche uova oppure farina, olio e acqua. Vengono spesso preparati con un sugo di porri; in valle Stura vengono conditi con la bagna grisa, un sugo a base di latte, panna e formaggio.